# Enterprise Generation Language
Enterprise Generation Language (EGL) は、IBMによって開発された第四世代言語 (4GL) の一つ。シンプルで習得が容易で生産性が高いビジネス言語、とされている。

## 概要
EGLは、高水準のモダンなビジネス指向のプログラミング言語であり、IBMによってプラットフォーム非依存となるよう設計された。EGLの構文は他の一般的な言語と似ているため、似たようなプログラミングの知識を持つアプリケーション開発者ならば容易に覚えることができる。EGLのアプリケーション開発は抽象化されており、ビジネス機能を構築する際のシステムやミドルウェアの技術的なインターフェースによってプログラマーが影響されない。EGLアプリケーションとサービスは、EGLのソースレベルで書かれ、テストされ、デバッグされ、そして一旦機能テストに満足できる品質となれば、COBOLやJavaやJavaScriptにコンパイルでき、ビジネスアプリケーションの開発に必要な以下の環境のいずれでも実行することができる。
- JVMの稼働するMicrosoft Windows、Linux、UNIX（例：Jakarta EEサーブレットコンテナ。IBM WebSphere Application Server、Apache Tomcat、GlassFishなど）
- IBM System z
  - CICS Transaction Server
  - IMS
  - z/OS （バッチ、UNIX System Services, WebSphere Application Server）
  - z/VSE
  - Linux(Linux on System z)
- IBM System i
  - IBM i (IBM i5/OS)
  - WebSphere Application Server
- Ajaxリッチ・ウェブ・アプリケーションをサポートするブラウザ
  - Internet Explorer、Firefox、Safari

EGLのプログラミングツールにはEclipseベースの商用製品であるRational Business Developerや、Rational Developer for System zのEGL版が使用できる。EGLは、手続き型言語やレガシーの4GLとは言語の意味論（動作）の親和性があるため、レガシー・アプリケーションを最新化し統合することにも向いている。4GLからの変換は以下を参照。
- IBMやInformixの4GLからEGLへの変換は、Rational Business Developerの中に変換ツールのセットが含まれている。
- Software AG NaturalやIBM RPGからEGLへの変換は、IBMサービス提案や補完製品(Rational Migration Extension for Natural、Rational Migration Extension for System i)の中に変換ツールのセットが含まれている。
- 他の多数の4GLからEGLへの変換は、サードパーティーの変換ツールやサービスが役に立つ。

## 歴史
- 2005年 VSE向けVisualAge GeneratorのEGLサポート [1]
- 2008年 IBM Rational Business DeveloperのEGLサポート [2]

## 関連書籍
- IBM Rational Business Developer with EGL, ISBN 978-1-58347-066-4.

## 参照
1. ↑  VisualAge Generator EGL Plug-in for VSEの発表
2. ↑  IBM Rational Business Developer V7.5.1 and EGLの発表